# کامالا دیوی (بازیکن فوتبال)
کامالا دیوی (انگلیسی: Kamala Devi؛ زادهٔ ۴ مارس ۱۹۹۲) بازیکن فوتبال اهل هند است.
وی همچنین در تیم ملی فوتبال زنان هند بازی کرده‌است.